# Oley Sassone
Oley Sassone (New Orleans, 5 novembre 1952) è un regista statunitense.

## Biografia
Ha iniziato a lavorare alla fine degli anni '80 per la televisione dirigendo episodi di alcune serie televisive di successo, tra cui Hercules, Xena, Mortal Kombat: Conquest, Più forte ragazzi e Due poliziotti a Palm Beach, e numerosi video musicali. Ha debuttato anche nel mondo del cinema nel 1992 con il film Bloodfist III: La legge del drago.
Nel 1994 dirige The Fantastic Four, prima trasposizione cinematografica del gruppo di supereroi, mai distribuita.

## Filmografia parziale
- Bloodfist III: La legge del drago (Bloodfist III: Forced to Fight, 1992)
- Brivido freddo (Final Embrace, 1992)
- Ancora in fuga con papà (Fast Getaway II) (1994)
- The Fantastic Four (1994)
- Playback (1996)
- Uno sconosciuto nel mio letto (Cradle of Lies) - film TV (2006)